# سرزمین دورویی
سرزمین دورویی (عربی: أرض النفاق) فیلمی در ژانر کمدی به کارگردانی فطین عبدالوهاب است که در سال ۱۹۶۸ منتشر شد. از بازیگران آن می‌توان به فؤاد مهندس اشاره کرد.